# Diplochorda aneura
Diplochorda aneura är en tvåvingeart som beskrevs av Malloch 1939. Diplochorda aneura ingår i släktet Diplochorda och familjen borrflugor. Inga underarter finns listade i Catalogue of Life.